# Tupi (South Cotabato)
Tupi is een gemeente in de Filipijnse provincie South Cotabato op het eiland Mindanao. Bij de laatste census in 2007 had de gemeente bijna 58 duizend inwoners.

## Geografie

### Bestuurlijke indeling
Tupi is onderverdeeld in de volgende 15 barangays:
| - Acmonan - Bololmala - Bunao - Cebuano - Crossing Rubber - Kablon - Kalkam - Linan | - Lunen - Miasong - Palian - Poblacion - Polonuling - Simbo - Tubeng |

## Demografie
Tupi had bij de census van 2007 een inwoneraantal van 57.779 mensen. Dit zijn 4.339 mensen (8,1%) meer dan bij de vorige census van 2000. De gemiddelde jaarlijkse groei komt daarmee uit op 1,08%, hetgeen lager is dan het landelijk jaarlijks gemiddelde over deze periode (2,04%). Vergeleken met de census van 1995 is het aantal mensen met 11.123 (23,8%) toegenomen.

De bevolkingsdichtheid van Tupi was ten tijde van de laatste census, met 57.779 inwoners op 228 km², 204,6 mensen per km².